# Datasur
Datasur is een Surinaamse datacenter in Wanica. Het ging 5 december 2014 officieel online als eerste Surinaamse commerciële datacenter. Een half jaar eerder stelde het een cloud ter beschikking op de ICT-Summit in Paramaribo van de ICT Associatie Suriname en voor de officiële lancering in december maakten al enkele bedrijven gebruik van de servers. Er werd een bedrag van vier miljoen US$ geïnvesteerd en vier jaar aan gewerkt. In de loop van de eerste tien jaar groeide Datasur uit van een traditioneel datacenter tot digitaal transformatiebedrijf, waarin het center andere organisaties ondersteunt bij hun digitalisatie.
In het datacenter worden gegevens opgeslagen, beheerd en verspreid. Tot de lancering moesten Surinaamse websites in andere landen worden gehost. Doordat dat sindsdien ook in Suriname kan, werd internet aanmerkelijk sneller. De gegevens in het datacenter zijn afkomstig van bedrijven, de universiteit, scholen, instellingen en anderen. Door het center kunnen in Suriname ook buitenlandse websites ondergebracht worden. De opzet van het datacenter was belangrijk is de strategie van Telesur om met de hogere internetsnelheid meer diensten aan te bieden voor telefonie en internet. Datasur werkte onder meer samen in de totstandkoming van het overheidsproject Gonini.sr, waarop geodata wordt gedeeld over de staat van de bossen in Suriname.
Datasur is een dochteronderneming van het Surinaamse staatsbedrijf voor telecom, Telesur. Het center is achteraf gelegen in Santo Boma en is zwaar beveiligd, zowel fysiek als virtueel tegen cyberaanvallen. De verantwoordelijkheid voor de cyberveiligheid ligt in Suriname bij het Directoraat Nationale Veiligheid die daarvoor het Cyber Security Incident Response Team (DNV-CSIRT) heeft ingesteld. In juli 2023 richtte Datasur samen met Blue NAP Americas uit Curaçao de Caribbean Datacenter Association (CDA) op.